# 18735 Chubko
18735 Chubko este un asteroid din centura principală de asteroizi.

## Descriere
18735 Chubko este un asteroid din centura principală de asteroizi. A fost descoperit pe 23 iunie 1998 la Stația Anderson Mesa în cadrul programului LONEOS. Asteroidul prezintă o orbită caracterizată de o semiaxă mare de 3,01 ua, o excentricitate de 0,15 și o înclinație de 0,3° în raport cu ecliptica.